# Brit-Amerika
Brit-Amerika (angolul: British America) a Brit Birodalom gyarmatosított területeinek összefoglaló neve Észak-Amerikában. Nagy-Britannia Királyságának 1707-es megalakulása előtt Angol-Amerika (English America) volt a területek elnevezése. A Brit-Amerika nevet viselték, míg a tizenhárom gyarmat ki nem kiáltotta függetlenségét az amerikai függetlenségi háború után, megalapítva az Amerikai Egyesült Államokat.
Az amerikai forradalmat követően Brit-Észak-Amerika (British North America) néven voltak ismerve a birodalom fennmaradó gyarmatai a kontinensen.

## Észak-amerikai gyarmatok 1775-ben
A tizenhárom gyarmat, amiből az Amerikai Egyesült Államok született:
Új-angliai gyarmatok

- Massachusetts Bay
- New Hampshire
- Rhode Island és Providence Plantations Gyarmata
- Connecticut

Középső gyarmatok

- New York
- New Jersey
- Pennsylvania
- Delaware

Déli gyarmatok

- Maryland
- Virginia
- Észak-Karolina
- Dél-Karolina
- Georgia

Gyarmatok és területek, amik Kanada részeik lettek:
- Québec
- Új-Skócia
- St. John-sziget
- Newfoundland
- Rupert földje
- Északnyugati terület
- Brit sarkvidéki területek

Gyarmatok és területek, amik Spanyolország vagy az Egyesült Államok részei lettek 1783-ban:
- Kelet-Florida (Spanyolország: 1783–1823, Egyesült Államok: 1823-tól)
- Nyugat-Florida (Spanyolország: 1783–1823, Egyesült Államok: 1823-tól)
- Indián Rezervátum (Egyesült Államok: 1783-tól)
- Québec a nagy tavaktól délnyugatra (Egyesült Államok: 1783-tól)

## Karibi, és dél-amerikai gyarmatok 1783-ban
Bermuda
A Brit Szélcsendes-szigetek részei

- Saint Christopher (de facto főváros)
- Antigua
- Barbuda
- Brit Virgin-szigetek
- Montserrat
- Nevis
- Anguilla

Jamaica és gyarmatai

- Jamaica szigete
- Belize, Brit Hondurasban
- Moszkitó-part
- Öbölszigetek
- Kajmán-szigetek
- Old Providence Island

A Brit Szélcsendes-szigetek tulajdonában lévő szigetek

- Barbados szigete
- Grenada szigete
- St. Vincent szigete
- Tobago szigete (1768-ban levált Grenadától)
- Dominika szigete (1770-ben levált Grenadától)